# Грановский, Александр Анатольевич
Алекса́ндр Анато́льевич Грано́вский (укр. Олександр Анатолійович Грановський; род. 11 марта 1976, Одесса) — украинский футболист, защитник и тренер. Чемпион России, призёр чемпионатов Украины и Молдовы. Выступал за сборную Украины.

## Игровая карьера
Первый тренер Розейнштраух О. Й.
За сборную Украины сыграл 3 матча, все матчи товарищеские, первый 26 февраля 2001 года со сборной Румынии, второй 28 февраля 2001 года со сборной Кипра, третий 15 августа 2001 года со сборной Латвии.
Участник Кубка УЕФА 1996/97, 1997/98, 1999/00, 2000/01 — 9 матчей.

## Достижения
- Чемпион России: 2001
- Бронзовый призёр Чемпионата Молдовы: 1997
- Бронзовый призёр Чемпионата Украины (2): 1999, 2000
- Финалист Кубка Украины: 2000

## Тренерская карьера
В июне 2012 года был назначен старшим тренером молодёжной команды «Кривбасса» (U-21) и возглавлял её до распада летом 2013 года.
В январе 2014 года пополнил тренерский штаб МФК «Николаев», стал ассистентом главного тренера Владимира Пономаренко.
С января 2015 вошёл в тренерский штаб ФК «Черноморец» (Одесса).
22 августа 2017 года назначен и. о. главного тренера ФК «Черноморец». 30 августа был снят с должности.
В январе 2018 года вошёл в тренерский штаб БАТЭ под руководством Олега Дулуба.
В мае 2019 вместе с Дулубом в качестве ассистента стал тренировать казахстанский клуб «Атырау».